# Jesse Quin
Jesse Joseph Quin (Bedford, 3 settembre 1981) è un musicista e polistrumentista britannico, noto per essere il bassista e percussionista del gruppo musicale britannico Keane.

## Biografia
Sua madre è la cantante folk Charity Quin, suo padre è un tecnico del suono. Cresce a Suffolk, Inghilterra prima di trasferirsi a Bristol e successivamente a Londra. È sposato con Julia Quin (nata Dannenberg). I Keane, The Puppini Sisters, e Mumford&Sons hanno suonato al matrimonio della coppia.
Quin suona una chitarra acustica Harmony, una chitarra elettrica Giuld Starfire, e una Fender Telecaster quando si esibisce con The Mets e Mt. Desolation. Usa il Fender Precision Bass, amplificatori Ampeg, e una tastiera Roland quando suona nei Keane.
Lui si esibisce con altre svariate band e artisti, suona la batteria con i The Wedding Band, progetto alternativo dei Mumford & Sons. Tra le band in cui ha suonato in precedenza sono incluse anche gli Unit One e The Ordinance. Quin suonava anche nella band di Laura Marling. Suonava la chitarra negli Union Sound Set e negli Hoodlums. Quin è stato anche uno dei manager del Tour delle The Puppini Sisters, ed è apparso anche nel video della loro canzone del 2007 Jilted. Jesse suona ancora nella band Jesse Quin & The Mets di tanto in tanto.
La prima volta che Jesse si è esibito con i Keane è stato alla fine del 2007, durante il concerto per promuovere il singolo The Night Sky. A quell'epoca i tre membri della band rimasero impressionati dal modo in cui Jesse suonava il basso, così venne invitato a partecipare alla registrazione del loro terzo album Perfect Symmetry che venne pubblicato il 13 ottobre 2008, nel quale suonò il basso, la chitarra elettrica, percussioni aggiuntive e fece anche da voce di supporto. Jesse si trovò in sintonia con i tre membri della band, tanto da diventarne un amico stretto. Quin non ha svolto il suo lavoro solo come musicista di sessione, ma ha proprio partecipato alla creazione dell'intero album con la band. Per questa ragione Tim, Tom, e Richard lo hanno invitato ad accompagnarli nel Perfect Symmetry World Tour come bassista. Ha registrato ancora una volta con i Keane il loro EP del 2010 Night Train, che è stato pubblicato il 10 maggio 2010, schizzato immediatamente alla posizione numero uno nella OfficialAlbums Chart. Nel giugno 2010 ha registrato un album insieme a Tim Rice-Oxley e con alcuni amici sotto il nome di Mt. Desolation. Tra gli altri artisti presenti nel disco ci sono i membri di Noah and the Whale, The Long Winters, Mumford & Sons, The Killers, e Pete Roe. L'album è stato pubblicato il 18 ottobre 2010. È stato prodotto da un produttore statunitense, Emery Dobyns.

Il 3 febbraio 2011 i Keane hanno annunciato l'entrata nel gruppo di Quin con il seguente comunicato:

## Discografia

### Con i Keane
Album in studio
- 2008 – Perfect Symmetry
- 2012 – Strangeland
- 2019 – Cause and Effect

Album dal vivo
- 2008 – Live Recordings: European Tour 2008

Raccolte
- 2013 – The Best of Keane

Extended play
- 2010 – Night Train
- 2010 – iTunes Festival: London 2010
- 2012 – Upstairs at United - Vol. 5
- 2013 – Live from London

### Con i Mt. Desolation
- 2010 – Mt. Desolation
- 2018 – When the Night Calls